# Silvia Hsieh
Chiayi Hsieh, detta Silvia ([siˈɛ]; Taipei, 23 ottobre 1980) è una conduttrice televisiva taiwanese naturalizzata italiana, nota per aver condotto diverse stagioni del programma Top of the Pops.

## Biografia
Nata a Taipei (Taiwan) da genitori taiwanesi, si è stabilita in Italia fin dal 1984 con la famiglia, prima a Bologna e quindi a Faenza. Si è poi trasferita a Milano, dove ha conseguito la laurea in economia aziendale alla Bocconi. 
Ha mosso i primi passi nel mondo televisivo italiano nel 2001, in qualità di inviata per il programma Mosquito di Italia 1, condotto da Gaia Bermani Amaral.
Nel 2003 è passata al timone del programma Top of the Pops, condotto insieme con Daniele Bossari, ancora su Italia 1, mentre nel 2004 ha collaborato con Radio Milano Uno. Top of the Pops ha chiuso i battenti il 2 settembre 2006, ma la Hsieh è tornata su MTV Italia nel programma TRL On Tour nelle tappe di Padova e Torino. Nell'autunno 2012 ha condotto Scatole cinesi, in onda su Rai 3 e Rai Scuola.

## Vita privata
Il 6 luglio 2008, a Siena, si è sposata con il calciatore Alessandro Diamanti, con il quale ha avuto tre figli.

## Carriera

### Televisione
- Mosquito (Italia 1, 2001)
- Top of the Pops (Italia 1, 2003-2006)
- TRL On Tour (MTV, Padova e Torino, 2007)
- Giù le maschere! (Rete 4, 2008)
- Virgin Rock Live (Virgin Radio TV, 2010-2012)
- Scatole cinesi (Rai 3, 2012)